# Panaropsis thyatira
Panaropsis thyatira is een vlindersoort uit de familie van de prachtvlinders (Riodinidae), onderfamilie Riodininae.
Panaropsis thyatira werd in 1853 beschreven door Hewitson.
De soort komt voor van Colombia tot Bolivia, Brazilië en de Guyana's. Mannetjes hebben een voorvleugellengte van 17 millimeter, vrouwtjes van 22 millimeter.